# Lichtervelde
Lichtervelde är en kommun i Belgien.   Den ligger i provinsen Västflandern och regionen Flandern, i den västra delen av landet, 90 km väster om huvudstaden Bryssel. Antalet invånare är 8 441.
Runt Lichtervelde är det i huvudsak tätbebyggt. Runt Lichtervelde är det tätbefolkat, med 913 invånare per kvadratkilometer.